# بزپریم
بزپریم (۱۰۳۲-۹۸۶) (به لهستانی: Bezprym) دوک لهستان طی سال‌های ۱۰۳۱ و ۱۰۳۲ بود. 
او پسر بزرگتر بولسواو اول، پادشاه لهستان بود، اما از جانب پدرش از سلطنت محروم گشت و به جای آن در حدود سال ۱۰۰۱ میلادی به ایتالیا فرستاده شد تا در راونا به عنوان راهب تعلیم ببیند. 
پس از مرگ پدرش، برادر ناتنی او، میشکو دوم به سلطنت رسید، اما در سال ۱۰۳۱ به دلیل حمله همزمان نیروهای آلمانی و کیف، میشکو دوم به بوهم گریخت، بزپریم با توجه به این موقعیت به لهستان برگشت و حاکم مناطق بزرگی از آن شد. سلطنت او دوران کوتاهی به طول انجامید و بر اساس برخی منابع، بسیار بی رحمانه بود. او در سال ۱۰۳۱ به قتل رسید و برادرش میشکو دوم دوباره به تخت پادشاهی لهستان بازگشت. حدس زده می‌شود که قیام کفار در لهستان طی دوره حکومت کوتاه او آغاز شده باشد. 